# Joan Maria Roig i Grau
Joan Maria Roig i Grau (Amposta, 12 d'abril de 1948) és un polític català, alcalde d'Amposta entre el 1987 i el 2007, diputat al Parlament de Catalunya en la IV, V, VI i VII legislatures, i senador per designació del Parlament de Catalunya.

## Biografia
Empresari del sector del comerç, ha estat soci d'honor de la Unió Filharmònica d'Amposta. El 1979 fou membre fundador de la Federació del Comerç d'Amposta, alhora que ingressava a Convergència Democràtica de Catalunya.
Ha estat regidor (1983-1987), diputat provincial de la diputació de Tarragona (1983-1988) i alcalde d'Amposta per CiU de 1987 a 2007, president del Consell Comarcal del Montsià el 1987-1995 i vicepresident (1999-2001) i president (2001-2007) de l'Associació Catalana de Municipis i Comarques.
També ha estat diputat al Parlament de Catalunya per la província de Tarragona a les eleccions de 1992, 1995 1999 i 2003. Ha estat secretari de la Comissió d'Estudi del Pla Hidrològic de les Conques Internes de Catalunya (1994).
També ha estat senador per designació de la Comunitat Autònoma de 1995 a 2001 i de 2011 a 2012.